# Gestalt
Gestalt este un termen din psihologie. El provine din limba germană, unde Gestalt înseamnă o „formă, figură (chip), configurație, înfățișare”.
Termenul a fost importat din filosofia și psihologia germană și este uneori folosit în critica literară pentru a desemna structura operei literare, unitatea sa organică. Cuvântul Gestalt e folosit în limba germană modernă pentru a semnifica modul în care un lucru a fost gestellt; adică a fost „plasat”, ori „pus împreună”. 
Nu există un echivalent perfect în limba română, deși "formă" ar putea constitui o traducere uzuală iar în psihologie sensul cuvântului este adesea exprimat prin sinonimele "pattern" sau "configurație". 
Curentul din psihologie care utilizează Gestalt-uri se numește evident Gestaltism.
Teoria Gestalt accentuează că întregul a orice este mai mare decât părțile sale; adică atributele întregului nu sunt deductibile din analiza părților izolate.